# المؤذن (فلم)
المؤذن هو فلم وثائقي نمساوي تركي صدر عام 2009 من إخراج سيباستيان براميشوبر ويتحدث عن المسابقة التركية السنوية لأفضل مؤذن. اُختير الفلم للمشاركة في مهرجان إسطنبول السينمائي الدولي التاسع والعشرين [الإنجليزية]
 ومهرجان لندن السينمائي التركي السادس عشر [الإنجليزية]
.

## الإصدار

### عروض المهرجانات
- مهرجان كارلوفي فاري السينمائي الدولي الرابع والأربعون [الإنجليزية]
 (3-11 تموز 2009)
- مهرجان سراييفو السينمائي الدولي الخامس عشر (12-20 آب 2009)
- مهرجان إسطنبول السينمائي الدولي التاسع والعشرون [الإنجليزية]
 (3-18 نيسان 2010)
- مهرجان بوينس آيرس السينمائي الدولي الثاني عشر (7-18 نيسان 2010)
- مهرجان لندن السادس عشر للفلم التركي [الإنجليزية]
 (4-18 تشرين الثاني 2010) [2]

## طالع أيضًا
- قائمة الأفلام الإسلامية
- 2009 في الفيلم
- الأفلام التركية لعام 2009 [الإنجليزية]

## روابط خارجية
- Muezzin  في قاعدة بيانات الأفلام على الإنترنت (بالإنجليزية)